# Hierarquia militar dos Estados Unidos

## Insígnias e Graduações doExército dos Estados Unidos

### Oficiais comissionados
| Serviços de uniformes dos EUA | O-1             | O-2              | O-3     | O-4   | O-5             | O-6     | O-7                | O-8           | O-9             | O-10    | Especial            | Especial              |  |
| ----------------------------- | --------------- | ---------------- | ------- | ----- | --------------- | ------- | ------------------ | ------------- | --------------- | ------- | ------------------- | --------------------- |  |
| Insígnia                      |                 |                  |         |       |                 |         |                    |               |                 |         |                     |                       |  |
| Graduação                     | Segundo-tenente | Primeiro-tenente | Capitão | Major | Tenente coronel | Coronel | Brigadeiro-General | Major-General | Tenente-General | General | General do Exército | General dos Exércitos |  |
| Abreviação em inglês          | 2LT             | 1LT              | CPT     | MAJ   | LTC             | COL     | BG                 | MG            | LTG             | GEN     | GA                  | GAS                   |  |
| Código da OTAN                | OF-1            | OF-1             | OF-2    | OF-3  | OF-4            | OF-5    | OF-6               | OF-7          | OF-8            | OF-9    | OF-10               | OF-10                 |  |
|                               |                 |                  |         |       |                 |         |                    |               |                 |         |                     |                       |  |

### Praças
| Serviços de uniformes dos EUA | E-1              | E-2     | E-3                        | E-4          | E-4  | E-5      | E-6                 | E-7                         | E-8             | E-8               | E-9            | E-9                       | E-9                        |
| --- | ---------------- | ------- | -------------------------- | ------------ | ---- | -------- | ------------------- | --------------------------- | --------------- | ----------------- | -------------- | ------------------------- | -------------------------- |
| Insígnia | Não tem Insignia |         |                            |              |      |          |                     |                             |                 |                   |                |                           |                            |
| Graduação | Soldado          | Soldado | Soldado de primeira classe | Especialista | Cabo | Sargento | Sargento de Serviço | Sargento de primeira classe | Sargento Mestre | Primeiro-Sargento | Sargento Major | Sargento Major de Comando | Sargento Major do Exército |
| Abreviação em Inglês | PV1 ¹            | PV2 ¹   | PFC                        | SPC ²        | CPL  | SGT      | SSG                 | SFC                         | MSGT            | 1SG               | SGM            | CSM                       | ASM                        |
| Código da OTAN | OR-1             | OR-2    | OR-3                       | OR-4         | OR-4 | OR-5     | OR-6                | OR-7                        | OR-8            | OR-8              | OR-9           | OR-9                      | OR-9                       |
| PVT¹ também é utilizado como abreviatura para ambas as fileiras particulares quando classe de pagamento não necessita de ser distinguida SP4² às vezes é encontrado em vez de SPC para especialista. Este é um resquício de quando havia fileiras de especialistas adicionais em níveis de remuneração mais elevadas. |                  |         |                            |              |      |          |                     |                             |                 |                   |                |                           |                            |